# Rubén Gallego
Rubén Gallego (Mosca, 20 settembre 1968) è uno scrittore russo, autore di Bianco su nero.

## Biografia
È cerebroleso dalla nascita avvenuta in una clinica della capitale dell'ex Unione Sovietica, dalla figlia di Ignacio Gallego, segretario del Partito Comunista di Spagna in esilio e da uno studente venezuelano.
Tolto alla madre all'età di un anno dal nonno materno, che se ne vergogna, passa la sua infanzia da invalido in orfanotrofi e ospedali psichiatrici. Riesce a fuggire nel 1990 ed inizia a cercare la madre, alla quale si ricongiunge nel 2000.
Bianco su nero, un sobrio e tutt'altro che pietistico racconto, inizia con:
(Rubén Gallego)
Scrive in forma di diario i suoi ricordi utilizzando il computer ed un solo dito. Il suo libro, autobiografico, scritto in russo, ha vinto nel 2003 il Russkij Booker a Mosca. Nel 2004 è stato pubblicato in italiano dalla casa editrice Adelphi.
Attualmente Gallego vive a Washington, negli Stati Uniti d'America.
La sua odissea personale è raccontata nel documentario Siluro rosso - La straordinaria storia di Rubén Gallego (2006).